# 3 d'octubre
El 3 d'octubre és el dos-cents setanta-sisè dia de l'any del calendari gregorià i el dos-cents setanta-setè en els anys de traspàs. Queden 89 dies per finalitzar l'any.

## Esdeveniments
Països Catalans
- 1489 - Es publica el Liber elegantiarum, de Joan Esteve, un repertori d'equivalències català-llatí, destinat a l'ensenyament del llatí.[1]
- 1531 - Un estol de corsaris otomans, capitanejats per Sinan Reis, ataquen la vila de Santanyí, a Mallorca, i capturen 52 santanyiners.
- 1867 - Barcelona (el Barcelonès): s'inaugura el Teatre Romea, amb el drama La rosa blanca, obra de Serafí Pitarra.[2]
- 1934 - Fou fundat el Club de Futbol Parets.
- 1987 - Gandia (la Safor): es bat el rècord de precipitació màxima en 24 hores a la població, de 720 mm.
- 1998 - Cerdanyola del Vallès: Obre al públic el Museu d'Història de Cerdanyola-Ca n'Ortadó.[3]
- 2015 - Barcelona: tanca la llibreria Negra y Criminal, especialitzada en novel·la negra i literatura policíaca.[4]
- 2017 - Catalunya: aturada de país com a resposta a l'acció policial durant el referèndum de l'1 d'octubre. També es van produir manifestacions multitudinàries arreu del Principat.[5]

Resta del món
- 1714 - Madrid: S'aprova oficialment la constitució de la Real Academia Española mitjançant una reial cèdula del rei Felip V d'Espanya.[6]
- 1789 - Estats Units: George Washington proclama el primer Dia d'acció de gràcies.[7]
- 1932 - Iraq: es declara la independència de Regne Unit i s'adhereix a la Societat de Nacions.[8]
- 1961 - Baixa Saxònia i Hamburg signen el Pacte de Cuxhaven.[9]
- 1981 - Presó de Maze, Belfast, Irlanda del Nord: Després de 7 mesos de vagues de fam dels presos de l'IRA Provisional i l'INLA, en la qual 10 d'ells van morir (inclòs el membre del parlament Bobby Sands), es posa fi a la vaga de fam en la que els presos lluitaven per les cinc demandes i per ser considerats presoners de guerra i no criminals comuns. Aquesta segona vaga de fam va ser el punt culminant a la primera vaga de fam, realitzada el 1980, que havia estat, alhora, un pas més de la protesta de la manta iniciada l'any 1976 i la protesta de la brutícia iniciada el 1978.[10]
- 1990 - La República Democràtica Alemanya s'incorpora a la República Federal Alemanya produint-se així la reunificació alemanya.[11]
- 2005 - Mediterrani i nord d'Àfrica: té lloc un eclipsi anular de Sol al matí, visible a Espanya, Algèria, Tunísia, Líbia, Sudan, Etiòpia, Kenya.[12]
- 2005 - Madrid, Espanya: El President del Parlament de Catalunya, Ernest Benach Pascual lliura al Congrés dels Diputats (Madrid) el Projecte de Llei de l'Estatut d'Autonomia de Catalunya Arxivat 2005-12-21 a Wayback Machine..
- 2015 - Afganistan: un atac aeri dels Estats Units contra un hospital de Metges Sense Fronteres a Kunduz mata accidentalment a 22 cooperants i pacients.[13]
- 2016 - Colòmbia rebutja l'acord de pau amb la guerrilla i les Forces Armades Revolucionàries de Colòmbia en un referèndum, que es va celebrar ahir, amb 50.2%.[14]

### Cinema i televisió
El 1982, la cadena de televisió japonesa MBS emeté el primer capítol de la sèrie d'anime Chōjikū Yōsai Makurosu.

## Naixements
Països Catalans
- 1868, Cambrils, Baix Camp: Francesc d'Assís Vidal i Barraquer, cardenal català[16]
- 1910, Sabadell, Vallès Occidental: Miquel Crusafont i Pairó, paleontòleg[17]
- 1918, Berga, Berguedà: Marcel·lí Massana i Bancells, guerriller antifranquista[18]
- 1921, Barcelona: Albert Closas i Lluró, actor català[19]
- 1928, Figueres: Carme Guasch i Darné, poetessa i escriptora catalana[20]
- 1944, Barcelona: Maife Gil, actriu de teatre i directora i actriu de doblatge catalana.[21]
- 1958, Torredembarra, el Tarragonès: Josep Bargalló i Valls, polític, crític literari, escriptor.
- 1975, Barcelona: Assumpció Laïlla i Jou, psicopedagoga, infermera i política catalana.[22]

Resta del món
- 1648, París, França: Élisabeth Chéron, pintora, poeta, escriptora i traductora francesa[23]
- 1790, Turkeytown, territori Cherokee: John Ross o Tsan-Usdi, cacic principal de la nació Cherokee[24]
- 1804, Lió, França: Allan Kardec, professor francès, conegut com el sistematitzador de l'espiritisme[25]
- 1846, Stavanger, Noruega: Oskar Emil Schiøtz, físic i geòleg.
- 1858, Vigevano, Piemont: Eleonora Duse, cèlebre actriu de teatre italiana[26]
- 1867:
  - Bewdley, Worcestershire, Anglaterra: Stanley Baldwin, polític anglès, Primer Ministre del Regne Unit (1923-1924)[27]
  - Fontenay-aux-Roses, França: Pierre Bonnard, pintor francès[28]
- 1897, París, França: Louis Aragon, poeta i novel·lista francès[29]
- 1889, Hamburg, Alemanya: Carl von Ossietzky, periodista, Premi Nobel de la Pau de 1935[30]
- 1891, Milà, Regne d'Itàlia: Félix Scolati compositor, director d'orquestra i folklorista italià instal·lat a l'Argentina.
- 1898, Los Angeles, Califòrnia, Estats Units: Leo McCarey director de cinema i guionista estatunidenc[31]
- 1900, Asheville, Carolina del Nord, EEUU: Thomas Wolfe, un dels principals novel·listes estatunidencs de principis del segle XX[32]
- 1904, Busan - (Corea: Charles J. Pedersen, químic nord-americà, Premi Nobel de Química de l'any 1987[33]
- 1916, Ferrol: Ángeles Alvariño, oceanògrafa i zoòloga gallega, precusora en la recerca oceanogràfica mundial  [34]
- 1919, Murfreesboro, Tennessee (EUA): James McGill Buchanan economista estatunidenc, Premi Nobel d'Economia de 1986[35]
- 1920, Owston Ferry, Lincolnshire, Anglaterra: Philippa Foot, filòsofa britànica[36]
- 1924, Brooklyn, Nova York, EUA: Harvey Kurtzman, autor i editor de còmics americà[37]
- 1925, West Point, Nova York, EEUU: Gore Vidal, escriptor estatunidenc [38]
- 1927: 
  - Cooperstown, Nova York, Estats Units: Nancy Dupree, directora del Centre de l'Afganistan a la Universitat de Kabul a Afganistan.
  - Illa de Baffin, Canadà: Kenojuak Ashevak, artista inuit, pionera de l'art inuit modern[39][40]
- 1928, Copenhaguen, Dinamarca: Erik Bruhn, ballarí, coreògraf, mestre de ballet i director de companyia danès[41]
- 1931, Nkana, Rhodèsia del Nord: Denise Scott Brown, arquitecta i urbanista molt influent en el segle XX.[42]
- 1936, Nova York, USA: Steve Reich, compositor estatunidenc.[43]
- 1938, Albert Lea, Minnesota, EEUU: Eddie Cochran, músic de rock estatunidenc[44]
- 1940, Danbury, Connecticut, (Estats Units: Alan Peckolick és un dissenyador gràfic i fotògraf nord-americà.
- 1947 -
  - Brooklyn, Nova York, EEUU: Fred DeLuca, empresari i multimilionari nord-americà, cofundador de la cadena de restaurants de menjar ràpid Subway[45]
  - Pinedale, Wyoming, EEUU: John Perry Barlow, poeta, assagista i activista polític estatunidenc[46]
- 1951, Paterson (Nova Jersey): Kathryn Dwyer Sullivan, geòloga nord-americana i astronauta de la NASA.[47]
- 1954, Brooklyn, Nova York, EEUU: Al Sharpton, ministre, polític i activista dels drets civils.[48]
- 1964, Coventry, Anglaterra: Clive Owen, actor anglès.[49]
- 1965, Porto Alegre: Adriana Calcanhotto, cantant i compositora brasilera.[50]
- 1969, Fullerton, Califòrnia, EUA: Gwen Stefani, cantant, compositora, dissenyadora i actriu ocasional estatunidenca, membre de No Doubt.[51]
- 1973: 
  - Hamilton (Bermudes): Lena Headey, actriu britànica.[52]
  - Guelph, Ontario, Canadà: Neve Campbell, actriu canadenca.[53]
- 1979: Josh Klinghoffer, músic multiinstrumentista, productor i membre dels Red Hot Chili Peppers.
- 1981:
  - Malmö, Suècia: Zlatan Ibrahimović, futbolista suec.
  - Rabat, Marroc: Leïla Slimani, escriptora marroquina en francès, Premi Goncourt 2016.[54]
- 1982, Madrid: El Juli, torero espanyol.
- 1984, Waco, Texas: Ashlee Simpson, cantant i actriu estatunidenca.[55]
- 1987, Cayey, Puerto Rico: Zuleyka Rivera, model i actriu porto-riquenya, Miss Univers 2006.[56]
- 1988, Göteborg, Suècia: Alicia Amanda Vikander, actriu. Guanyadora d'un Óscar com a millor actriu de repartiment l'any 2015.

## Necrològiques
Països Catalans
- 1791 - Barcelona: Maria Francesca Fiveller de Clasquerí i de Bru, la Virreina, que donà nom a dos palaus de Barcelona.[57]
- 1913 - Barcelona, Barcelonès: Josep Falp i Plana metge i escriptor català, fundador la Lliga Vegetariana de Catalunya (n. 1873).[58]
- 1981 - Barcelona: Concepció Panadès i Juanengo, soprano catalana (n. 1908).[59]
- 2008 - Barcelona: Joan Carrera i Planas, clergue catòlic català, bisbe auxiliar de Barcelona (n. 1930).[60]
- 2013 - Madrid: Ángeles Santos Torroella, pintora surrealista catalana (n. 1911).[61]
- 2022 - València: Antoni Ferrer i Perales, poeta valencià (n. 1943).[62]

Resta del món
- 1226 - Assís, Úmbria (Itàlia): Francesc d'Assís, sant italià que va fundar l'orde franciscà (n. 1182).[63]
- 1513 - Nuremberg (Sacre Imperi): Anton Koberger, impressor alemany.
- 1568 - Palau d'Aranjuez: Isabel de Valois, reina de Castella i Catalunya-Aragó (n. 1545).[64]
- 1667 - Granada (Corona de Castella): Alonso Cano, pintor, escultor i arquitecte de Granada (n. 1601).[65]
- 1696 - Hangzhou (Xina): Prospero Intorcetta, jesuïta italià, missioner a la Xina (n. 1625).[66]
- 1896 - Walthamstow (Regne Unit): William Morris, dissenyador gràfic i impressor (n. 1834).[67]
- 1912 - Londres: Guido Papini, violinista i compositor italià (n. 1847).[68]
- 1921 - Manila, Filipines: María Roësset Mosquera, pintora hispanoportuguesa (n. 1882).[69]
- 1929 - Berlín (Alemanya): Gustav Stresemann, polític alemany, Premi Nobel de la Pau de 1926 (n. 1878).[70]
- 1931 - Copenhaguen: Dinamarca: Carl Nielsen, compositor danès (n. 1865).[71]
- 1945 - Châtillon-sur-Seine, França: Joseph Darnand, militar i polític francès (n. 1897).[72]
- 1954 - Ciutat de Mèxic: Julia Iruretagoiena, activista socialista espanyola, exiliada.[73]
- 1967:
  - Londres (Regne Unit): Malcolm Sargent, director d'orquestra i músic britànic (n. 1895).[74]
  - Nova York (Estats Units): Woody Guthrie, cantautor de folk nord-americà (n. 1912).[75]
- 2004 - Beverly Hills, Califòrnia (Estats Units): Janet Leigh, actriu estatunidenca (n. 1927).[76]
- 2018 - Rexburg, Idaho (Estats Units): Leon Max Lederman, físic nord-americà guardonat amb el Premi Nobel de Física l'any 1988 (n. 1922).
- 2010 - Oxford, Anglaterra: Philippa Foot, filòsofa britànica (n. 1920).[36]
- 2017 - 
  - Berlín, Alemanya: Jalal Talabani, un polític i advocat kurd de l'Iraq (n. 1933).[77]
  - Alexandria, Virginia: Isabella Karle, físicoquímica, cristal·lògrafa i investigadora nord-americana (n. 1921). [78]
- 2021 - L'Havana, Cuba: Marta Rojas, periodista i escriptora (n. 1928).[79]

## Festes i commemoracions
- Santoral: sants Francesc de Borja (a Espanya; en altres llocs, el 30 de setembre); Dionís Areopagita, bisbe; Gerard de Brogne, abat; beat Bartomeu Conill, abat de Poblet (a l'orde cistercenc).
- Gaecheonjeol, festa de Corea.